# Sanilhac
Sanilhac település Franciaországban, Ardèche megyében. Lakosainak száma 444 fő (2022. január 1.). Sanilhac Beaumont, Joannas, Largentière, Laurac-en-Vivarais, Montréal, Ribes, Rocles, Rosières, Tauriers és Vernon községekkel határos.

## Népesség
A település népessége az elmúlt években az alábbi módon változott:
| Lakosok száma | 277  | 291  | 343  | 374  | 445  | 459  | 446  | 447  | 448  | 444  |
|               | 1968 | 1982 | 1990 | 2006 | 2013 | 2015 | 2017 | 2019 | 2020 | 2022 |